# 谢尔盖·伊万诺维奇·科尔米洛夫
谢尔盖·伊万诺维奇·科尔米洛夫（俄语：Сергей Иванович Кормилов，1951年6月6日—2020年6月20日），俄罗斯文学史家，莫斯科国立大学教授。

## 生平
1974年毕业于苏联莫斯科国立大学语文系，1978年研究生毕业后留校当代苏联文学史和文学进程教研室任教，1992年获博士学位。1991年至1997年，在莫斯科国立国际关系学院世界文学与文化系工作。长期开设“二十世纪俄罗斯文学批评史”、“二十世纪文学理论”等课程。
2016年10月18日，访问上海外国语大学俄语系，做“二十世纪俄罗斯文学的民族特殊性及其民族组成”讲座。2016年11月在浙江大学外国语言文化与国际交流学院做“20世纪俄罗斯文学创作群体的演化”专题讲座。
2020年6月20日逝世。

## 出版物
- 谢·伊·科尔米洛夫 (编). . 俄罗斯社会与文化译丛. 由赵丹; 段丽君; 胡学星翻译. 南京大学出版社. 2017. ISBN 9787305178412.